# Laufen an der Eyach
Laufen an der Eyach ist ein Stadtteil von Albstadt im Zollernalbkreis in Baden-Württemberg. Er liegt auf der Schwäbischen Alb, etwa auf halbem Weg zwischen Stuttgart und dem Bodensee.

## Geschichte

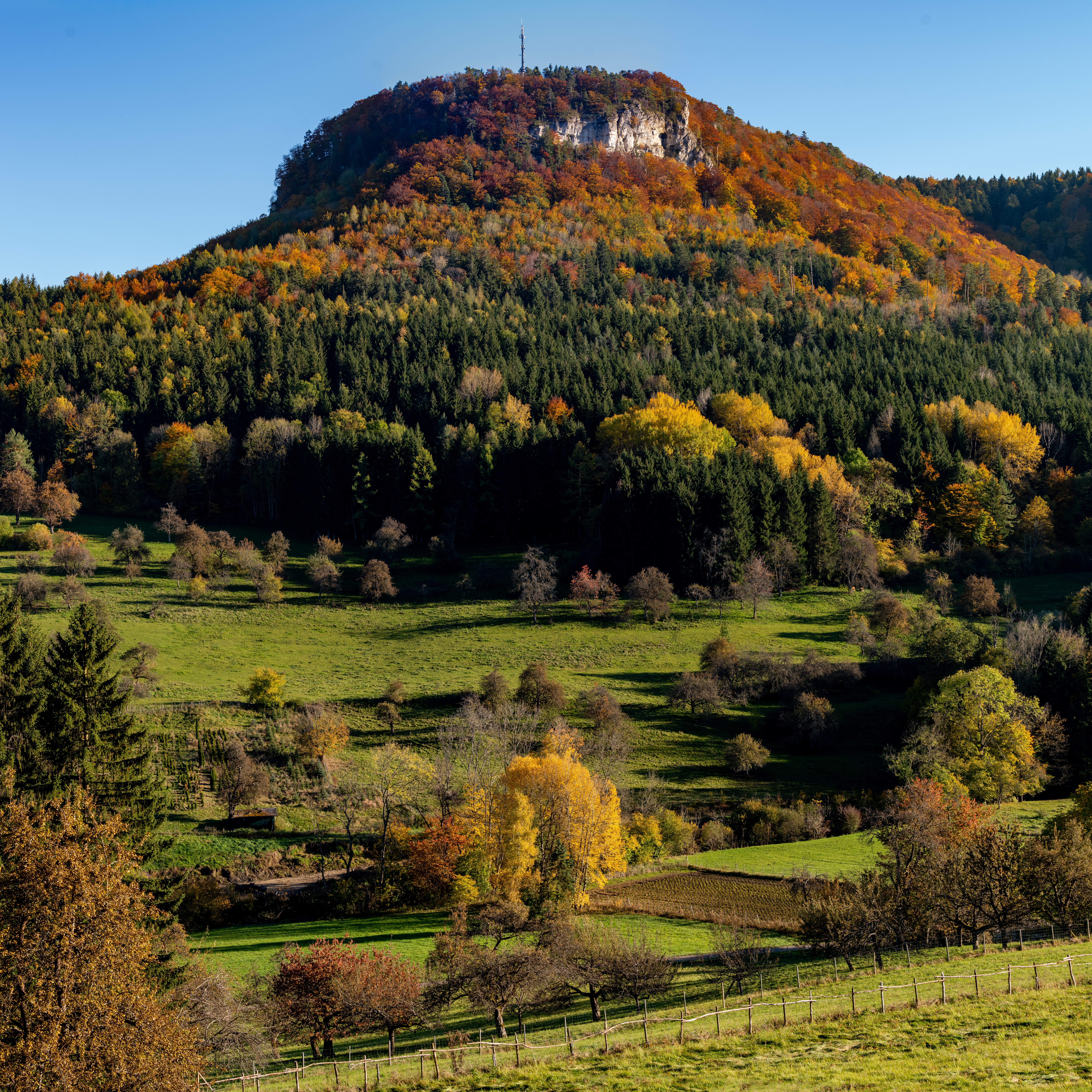
Gräbelesberg

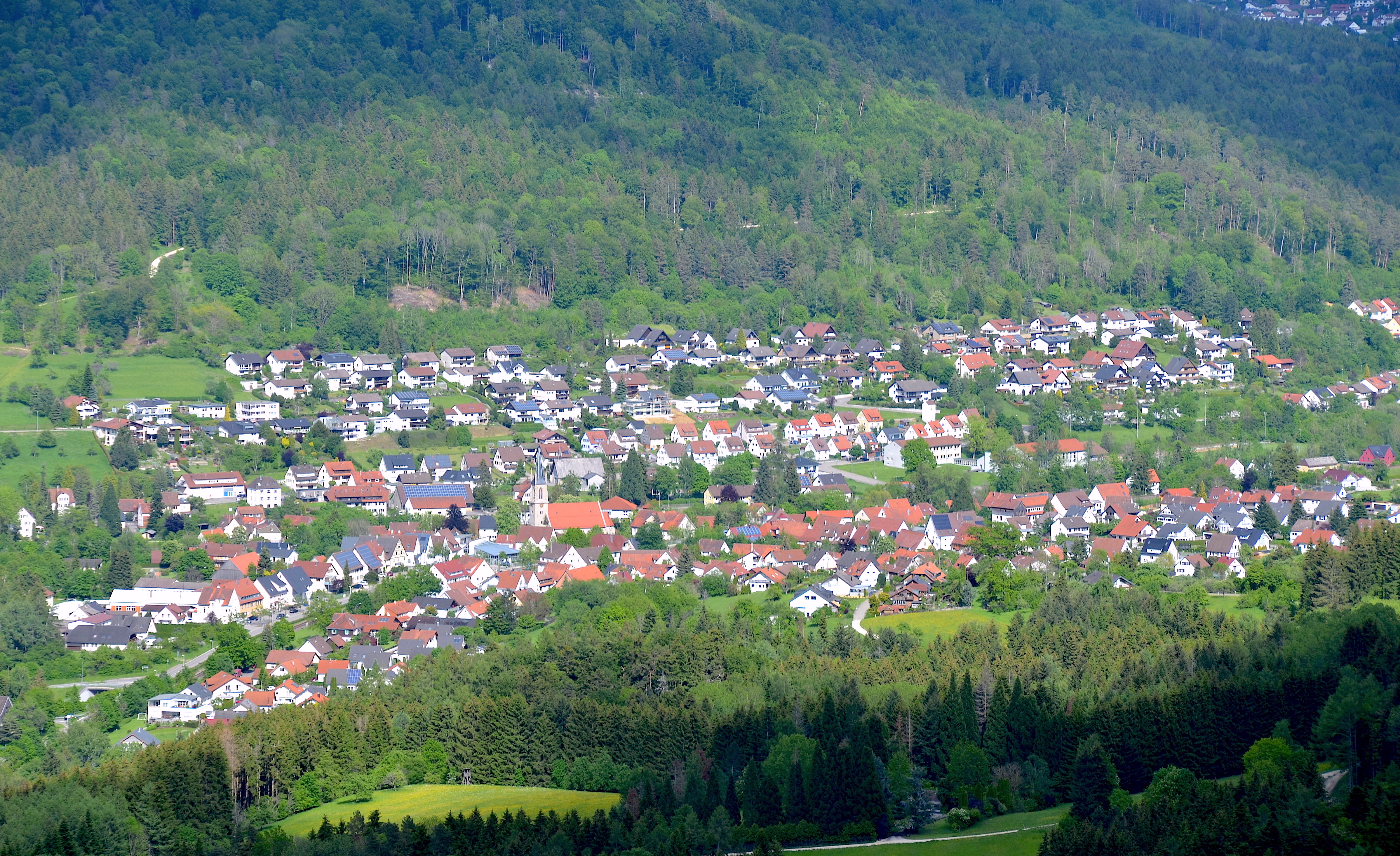
Laufen vom Lochenhörnle aus gesehen (2019)

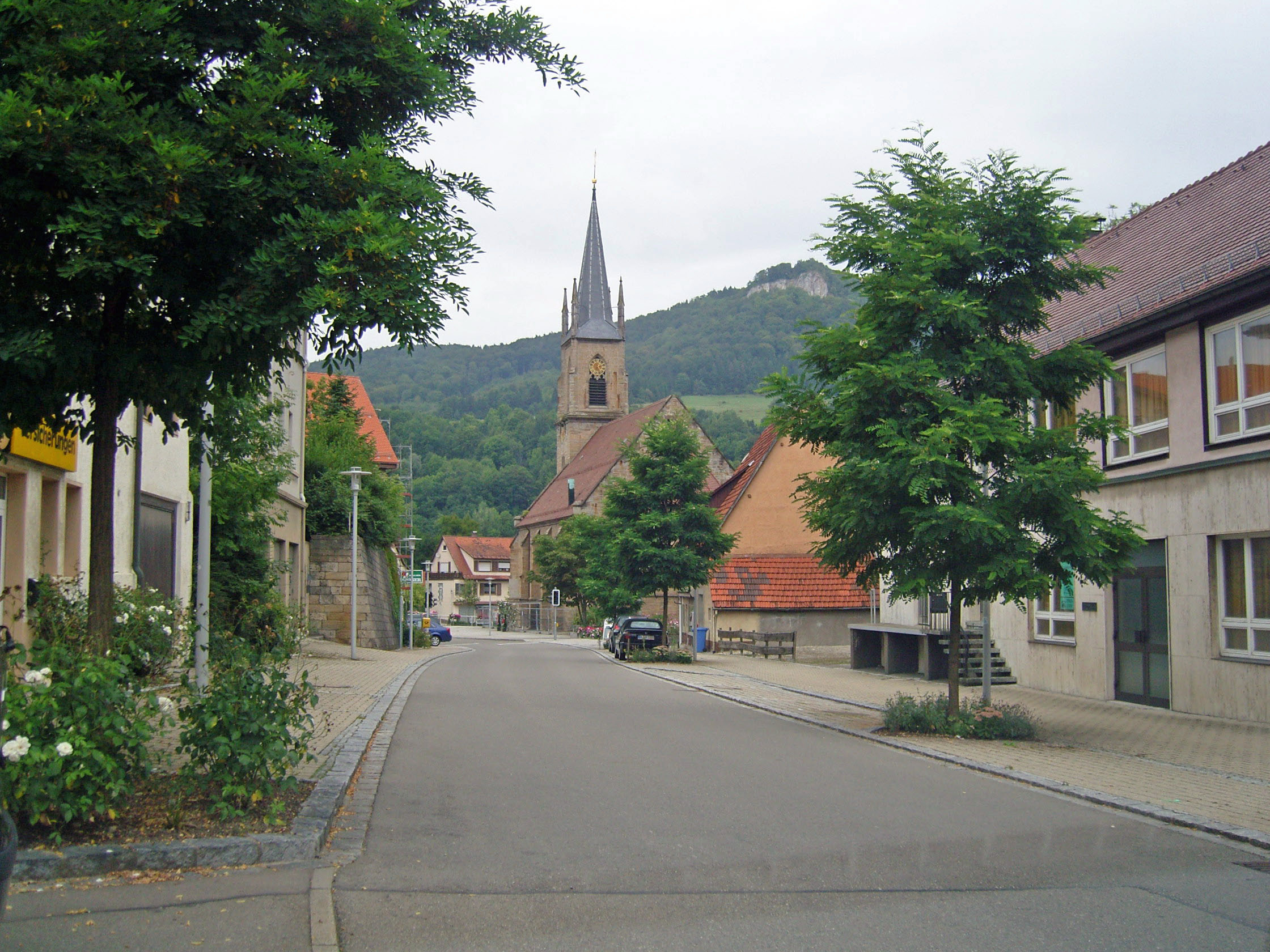
Laufen Ortsmitte und Galluskirche

Auf der heutigen Gemarkung befand sich rund ein Kilometer südlich des heutigen Dorfes auf dem Gräbelesberg mindestens seit dem Frühmittelalter die Wallanlage Burg Gräbelesberg.
Der Ort selbst wurde 793 erstmals erwähnt, als dem Kloster St. Gallen Güter oder Rechte in „Luofo“ geschenkt wurden. Der Name des Dorfes weist auf den sechs Meter hohen Wasserfall der Eyach hin, genannt Eyachlaufen – Laufen ist ein alter Ausdruck für Stromschnelle. Vermutlich war der Ort ursprünglich nur eine kleine Mühlensiedlung zum oberhalb auf der Albhochfläche liegenden Burgfelden, die erst nach 800 vom Kloster St. Gallen zu einer Bauernsiedlung erweitert wurde. Der Ort vergrößerte sich zunächst nur langsam. Er gehörte vor 1266 den Grafen von Zollern, gelangte 1403 an Württemberg und gehörte hier zum Amt Balingen. Zwischen 1560 und 1630 fällt eine Periode überaus starken Wachstums auf. Der Dreißigjährige Krieg vernichtete mehr als die Hälfte des Dorfes.
Wirtschaftlichen Auftrieb gab die Papiermühle, die 1740 erbaut wurde. Die Laufener Papiermühle belieferte unter anderem auch den Verlag Cotta, der Goethes Werke darauf drucken ließ.
Ab 1806 gehörte der dem Oberamt Balingen unterstellte Ort zum neu errichteten Königreich Württemberg und ab 1919 zum gleichnamigen Volksstaat.
Im 19. Jahrhundert dehnte sich Laufen stark aus, nicht zuletzt auf Grund der 1878 erfolgten Anbindung an das Streckennetz der Württembergischen Eisenbahn während des Baus der Zollernalbbahn. 1895 gab es in dem Ort eine große Überschwemmungskatastrophe, als die Eyach über die Ufer trat und 15 Menschen in den Tod riss.
Laufen kam 1934 zum Kreis und 1938 zum Landkreis Balingen. Am 20. Februar 1945 fanden bei einem schweren Bombenangriff 19 Menschen den Tod. Die ehemals selbständige Gemeinde schloss sich am 1. Mai 1973 freiwillig der Großen Kreisstadt Ebingen an und wurde mit dieser am 1. Januar 1975 im Zuge der Gemeindereform Teil der neu gebildeten Stadt Albstadt.
Die in Laufen 1451 erstmals erwähnte Kapelle zum Heiligen Gallus war wohl eine Stiftung des Klosters St. Gallen und gehörte zur Pfarrei Burgfelden. Nach der Reformation wurde die Kapelle vorübergehend Sitz einer eigenen evangelischen Pfarrei, bis der Ort der Pfarrei Dürrwangen angegliedert wurde. 1897 wurde Laufen wieder eine eigene Pfarrei, nachdem bereits 1875 eine neue Kirche erbaut worden war.

### Einwohnerentwicklung
| Jahr | Einwohner |
| ---- | --------- |
| 1961 | 1396      |
| 1970 | 1577      |
| 1971 | 1596      |

## Politik

### Ortsvorsteher
- 1973–1975: Helmut Gonser
- 1975–2004: Rudolf Schlegel
- 2004–2012: Willi Beilharz
- seit 2012: Peter Landenberger

### Wappen
Die Blasonierung des Wappens von Laufen an der Eyach zeigt in Silber gehalten einen schwarzen Wellenbalken mit drei grünen Tannen (oben zwei, unten eine). Der Wellenbalken steht für das Flüsschen Eyach, die Tannen für die am Ort betriebene Waldwirtschaft.
Das Wappen wurde der Gemeinde am 8. Juni 1949 verliehen.

## Bauwerke

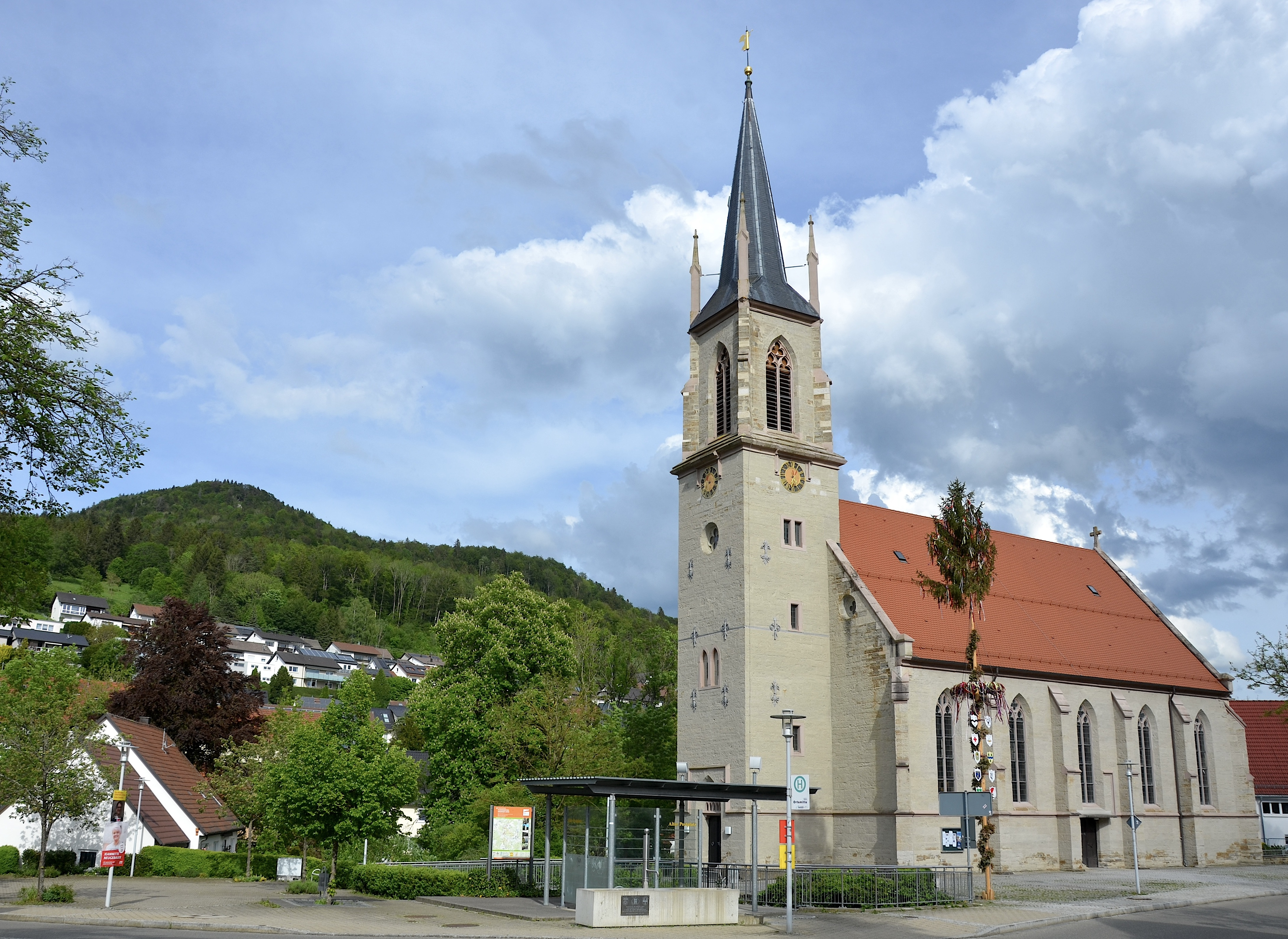
Galluskirche (2024)

Das Laufener Wahrzeichen ist die neugotische evangelische Galluskirche, die 1873 bis 1875 gebaut wurde.

## Wasserfall

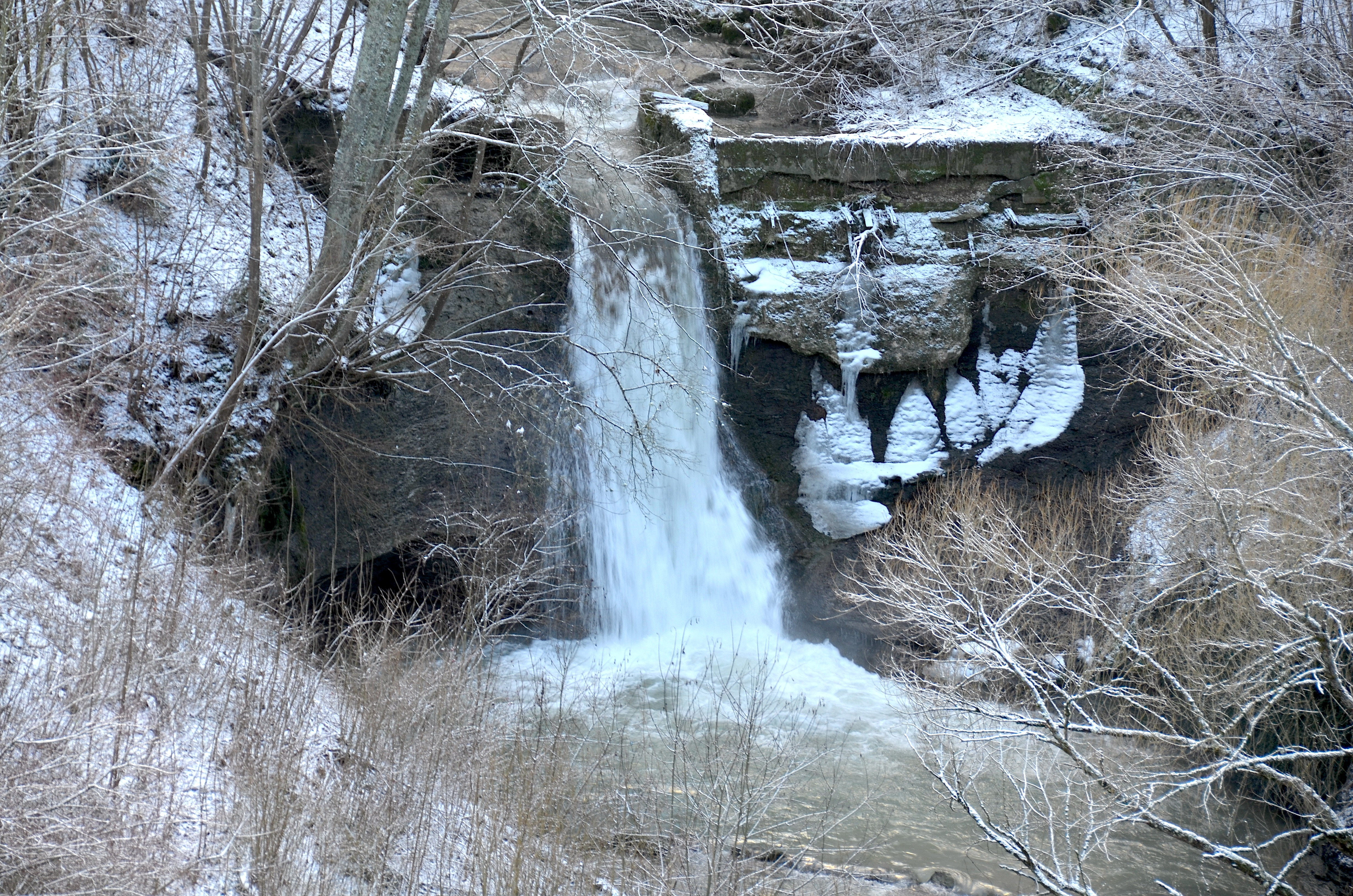
Eyachlaufen

Der Wasserfall Eyachlaufen kann von der Steinbergstraße aus erreicht werden.

## Persönlichkeiten, die vor Ort gewirkt haben
- Oscar Fraas (1824–1897), Archäologe, 1850–1854 Pfarrer in Laufen
- Theodor Engel, 1870 bis 1872 Pfarrer in Laufen

## Wirtschaft und Infrastruktur
Arbeiter vom Heuberg in der Papiermühle und in der  Baumwollspinnerei Friedrich Wilhelm Binder nutzten die „Hossinger Leiter“ als Weg zur Arbeit.
Wie sich bereits im Wappen von Laufen andeutet, spielt hier die Waldwirtschaft eine wichtige Rolle. Insbesondere sind dies die so genannten Klenganstalten: Das sind Betriebe, die aus den Tannenzapfen die Samen gewinnen, um diese dann an Forstbetriebe und Baumschulen zu verkaufen.

### Verkehr
Laufen liegt an der als Zollernalbbahn bezeichneten Bahnstrecke Tübingen–Sigmaringen und an der Bundesstraße 463.

## Sagen

### Der Geist vom Gräbelesberg
Auf dem Gräbelesberg begegnet den Leuten ein Geist mit dem Kopf unter dem Arm.

### Der Spuk an der Hossinger Leiter
Bei der Hossinger Leiter am Lauterbach geht ein Geist mit den Leuten bis zum Ort. Der Mann soll vor vielen Jahren sein Weib in der Säge totgeschlagen haben.